# Los Angeles Dodgers
A Los Angeles Dodgers egy amerikai baseballcsapat, a Major League Baseballban a Nemzeti Liga Nyugati csoportjában játszanak. A klub Brooklynból, New York egyik városrészéből származik, ahonnan 1958-ban költöztek Los Angeles-be.

## Története

### Alapítása
A brooklyni baseball klubot, ami később a Dodgers lett, 1883-ban alapították és következő évben be is lépett az American Associationbe. A nevük ekkor "Brooklyn Grays" volt, de a szurkolók már ekkor elkezdték használni a "Trolley Dodgers" becenevet (ld. Csapatjelképek). 1888-ban olyan sok játékos házasodott, hogy a sajtó a "Brooklyn Bridegrooms” (Brooklyni Vőlegények) nevet akasztotta rájuk. 1889-ben az American Association bajnokai lettek. A következő évben a csapat átkerült a Nemzeti Ligába és itt is bajnokok lettek, de a sikereknek egy időre vége szakadt.
1898-ban a később megszűnt Baltimore Orioles-ból sok tehetséges játékos került át a Bridegrooms-ba, mivel mindkét csapatnak ugyanazok voltak a tulajdonosai. Köztük volt a menedzser Ned Hanlon is, akinek a nevére utalva a klub felvette a “Brooklyn Superbas" nevet. Abban az időben ugyanis volt egy híres artista-csoport a "Hanlon's Superbas”, amint szintén Hanlon menedzselt. A csapat a baltimore-i játékosokkal kiegészülve, 1899-ben és 1900-ban ismét ligagyőztes lett.
1902-ben Hanlon meg akarta venni és elköltöztetni a klubot Baltimore-ba. A másik fő tulajdonos, Charles Ebbets megakadályozta ezt, kölcsönöket vett fel és felvásárolta a klubot. Ebbets-nek ambiciózus tervei voltak: le akarta cserélni az elöregett Washington Park-ot, ami a klub pályája volt. 1913-ban újabb kölcsönökből stadiont épített Ebbets Field néven.

### 1915–1941
Egy másik korábbi baltimore-i, Wilbert Robinson elnöklése alatt jött az újabb siker: 1916-ban és 20-ban a csapat World Series-t nyert. 1914-től az elnök nevéből “Brooklyn Robins”-ra keresztelték át a csapatot. Robinson inkább gazdasági ember volt, kevésbé tudott a játékra fókuszálni, az 1920-as években a csapat sok hibával játszott. Miután Robinson csak a klub gazdasági életével kezdett foglalkozni, javult a csapat teljesítménye.
1931-től Max Carey lett az elnök. Felmerült, hogy a csapat új neve "Brooklyn Canaries" lesz, de inkább a Dodgers-t választották és ez azóta is megmaradt. 1934-ben a New York Giants menedzsere, Bill Terry a Brooklyn gyenge teljesítményén élcelődve feltette a hírhedt kérdést: "A Brooklyn még a ligában van?". A Dodgers játékosai elhatározták, hogy megmutatják, számolni kell még velük. Ebben a véletlen is segített nekik, a Giants és a St. Louis Cardinals egyenlően álltak a bajnokságban az utolsó kör előtt. A Giants a Dodgers ellen lépett pályára és vesztett 2-0-ra, így a Cardinals nyerte a bajnokságot.
1938-ban a nagy reformer, Larry MacPhail lett az általános menedzser. Ő rendezett először esti, kivilágított pályán játszott baseball-mérkőzést még a Cincinnati Reds-el. MacPhail ezt Brooklynban is bevezette: az Ebbets Field felújításakor reflektorokat szereltetett fel. 1939-ben felrúgta az élő rádióközvetítések tilalmáról szóló, klubok közötti megállapodást. A klubtulajdonosok féltek, hogy az élő közvetítések miatt kevesebben fognak kijárni a meccsekre. Az első TV közvetítést is MacPhail szervezte meg, 1939. augusztus 26-án, az Ebbets Fielden a Brooklyn nyert 6-1-re a Cincinnati ellen. A sérüléseket csökkentendő az ütőjátékosok kemény sisakját is ő vezette be 1941-ben. 1942-ben, a második világháború idején ment el a klubtól, bevonult katonának, később a New York Yankees társtulajdonosa lett.

### Az első színes bőrű
A 20. század első felében nem volt fekete bőrű játékos a Major League-ben. Párhuzamos bajnokságként működött a Negro League Baseball, de ez jóval kisebb figyelmet kapott. 1947. április 15-én, a Major League-ben történetében először lépett pályára színes bőrű játékos, Jackie Robinson személyében. A mélyen vallásos általános igazgató Branch Rickey küzdött sokat azért, hogy Robinson a csapatban játszhasson. Robinson kiemelkedően jó játékos volt, gyors volt és az egész csapatot magával ragadta az energiája, megkapta az Év Újonca díjat. Pályára lépése előre vetítette a Negro League-ek megszűnését és nagy előrelépést jelentett nem csak az amerikai sportban és polgárjogi mozgalmak történetében is.

## Döntőbeli szereplések
| Év   | Alapszakasz eredmény | Döntőbeli eredmények                                                                  |
| ---- | -------------------- | ------------------------------------------------------------------------------------- |
| 1889 | 93-44                | American Association győztes.                                                         |
| 1890 | 86-43                | Nemzeti Liga győztes.                                                                 |
| 1899 | 101-47               | Nemzeti Liga győztes.                                                                 |
| 1900 | 82-54                | Nemzeti Liga győztes.                                                                 |
| 1916 | 94-60                | Nemzeti Liga győztes. A World Series-ben kikapott a Boston Red Sox-tól 1-4-re.        |
| 1920 | 93-61                | Nemzeti Liga győztes. A World Series-ben kikapott a Cleveland Indians-tól 2-5-re.     |
| 1941 | 100-54               | Nemzeti Liga győztes. A World Series-ben kikapott a New York Yankees-től 1-4-re.      |
| 1947 | 94-60                | Nemzeti Liga győztes. A World Series-ben kikapott a New York Yankees-től 3-4-re.      |
| 1949 | 97-57                | Nemzeti Liga győztes. A World Series-ben kikapott a New York Yankees-től 1-4-re.      |
| 1952 | 96-57                | Nemzeti Liga győztes. A World Series-ben kikapott a New York Yankees-től 3-4-re.      |
| 1953 | 105-49               | Nemzeti Liga győztes. A World Series-ben kikapott a New York Yankees-től 2-4-re.      |
| 1955 | 98-55                | World Series győztes. A döntőben a New York Yankees-t verte meg 4-3-ra.               |
| 1956 | 93-61                | Nemzeti Liga győztes. A World Series-ben kikapott a New York Yankees-től 3-4-re.      |
| 1959 | 88-68                | World Series győztes. A döntőben a Chicago White Sox-ot verte meg 4-2-re.             |
| 1963 | 99-63                | World Series győztes. A döntőben a New York Yankees-t verte meg 4-0-ra.               |
| 1965 | 97-65                | World Series győztes. A döntőben a Minnesota Twins-t verte meg 4-3-ra.                |
| 1966 | 95-67                | Nemzeti Liga győztes. A World Series-ben kikapott a Baltimore Orioles-tól 0-4-re.     |
| 1974 | 102-60               | Nemzeti Liga győztes. A World Series-ben kikapott az Oakland Athletics-től 1-4-re.    |
| 1977 | 98-64                | Nemzeti Liga győztes. A World Series-ben kikapott a New York Yankees-től 2-4-re.      |
| 1978 | 95-67                | Nemzeti Liga győztes. A World Series-ben kikapott a New York Yankees-től 2-4-re.      |
| 1981 | 63-47                | World Series győztes. A döntőben a New York Yankees-t verte meg 4-2-re.               |
| 1983 | 91-71                | Nemzeti Liga második. A Philadelphia Phillies-től kapott ki 1-3-ra.                   |
| 1985 | 95-67                | Nemzeti Liga második. A St. Louis Cardinals-tól kapott ki 2-4-re.                     |
| 1988 | 94-67                | World Series győztes. A döntőben az Oakland Athletics-et verte meg 4-1-re.            |
| 1995 | 78-66                | Bejutott a Division Series-be. A Cincinnati Reds-től kapott ki 0-3-ra.                |
| 1996 | 90-72                | Wildcard helyen bejutott a Division Series-be. A Atlanta Braves-től kapott ki 0-3-ra. |
| 2004 | 93-69                | Bejutott a Division Series-be. A St. Louis Cardinals-tól kapott ki 1-3-ra.            |
| 2006 | 88-74                | Wildcard helyen bejutott a Division Series-be. A New York Mets-től kapott ki 0-3-ra.  |

## Csapatjelképek
- Név: A Dodgers név a “Trolley Dodgers” becenévből származik, jelentése villamos-kerülők. Az 1890-es években Brooklynban, az Eastern Park baseballpálya környékén nagyon sok forgalmas villamosvonal épült, ezért a meccsre igyekvő szurkolóknak a villamosokat kellett kerülgetniük. A Trolley Dodgers név a sajtóban először 1895. szeptember 3-án jelent meg.
- Emblémák: Dőlt betűs "Dodgers" felirat, piros varrású, felfelé repülő baseball labda előtt.
- Mez: A sapka "Dodger-kék" színű, fehér egymásba érő "LA" betűkkel. A hazai mez fehér, a mellkason kék, dőlt "Dodgers" felirat, ami olyan mint a csapatembléma, a piros labda nélkül. Az idegenbeli mez szürke, a hazaival megegyező kék felirattal. A 2005-ös és 2006-os évadban a mez hátára nem írták fel a játékos nevét, de 2007-től ezt újra bevezették.
- Csapatmottó: Think Blue. (Gondolj a kékre!)
- Kabalafigura: A klubnak nincs kabalafigurája.

## Dodgers játékosok a Baseball Hírességek Csarnokában
| - Walter Alston (1954–1976) - Dave Bancroft (1928–1929) - Dan Brouthers (1892–1893) - Jim Bunning (1969) - Roy Campanella (1948–1957) - Max Carey (1926-1929, 1932–1933) - Gary Carter (1991) - Don Drysdale (1956–1969) - Leo Durocher (1938-1946, 1948) - Burleigh Grimes (1918-1926, 1937–1938) - Billy Herman (1941-1943, 1946) - Waite Hoyt (1932, 1937–1939) - Hughie Jennings (1899, 1900, 1903) - Willie Keeler (1899–1902) - Joe Kelley (1899–1901) - George Kelly (1932) - Sandy Koufax (1955–1966) - Tommy Lasorda (1954-1955, 1976–1996) - Tony Lazzeri (1939) - Freddie Lindstrom (1936) - Ernie Lombardi (1931) - Al Lopez (1928–1935) |  | - Heinie Manush (1927–1928) - Rabbit Maranville (1926) - Juan Marichal (1975) - Rube Marquard (1915–1920) - Tommy McCarthy (1896) - Joe McGinnity (1900) - Joe Medwick (1940-1943, 1946) - Eddie Murray (1989-1991, 1997) - Pee Wee Reese (1940–1958) - Jackie Robinson (1947–1956) - Frank Robinson (1972) - Duke Snider (1947–1962) - Casey Stengel (1912-1913, 1934–1936) - Don Sutton (1966-1980, 1988) - Dazzy Vance (1922-1932, 1935) - Arky Vaughan (1942-1943, 1947–1948) - Lloyd Waner (1944) - Paul Waner (1941, 1943–1944) - (John) Monte Ward (1891–1892) - Zack Wheat (1909–1926) - Hoyt Wilhelm (1971–1972) - Hack Wilson (1932–1934) |

## Visszavont mezszámok
- 1 Pee Wee Reese, shortstop, Brooklyn 1940-57, Los Angeles 1958; edző, 1959
- 2 Tommy Lasorda, pitcher (dobó), Brooklyn 1954-55; Manager, Los Angeles 1976-96; General Manager, 1998
- 4 Duke Snider, outfielder, Brooklyn 1947-57, Los Angeles 1958-62
- 19 Jim Gilliam, 2., 3. basemen, Brooklyn 1953-57, Los Angeles 1958-66; edző, 1967-78
- 20 Don Sutton, pitcher, Los Angeles 1966-80, 1988
- 24 Walter Alston, menedzser, Brooklyn 1954-57, Los Angeles 1958-76
- 32 Sandy Koufax, pitcher, Brooklyn 1955-57, Los Angeles 1958-66
- 39 Roy Campanella, catcher (kapó), Brooklyn 1948-57
- 42 Jackie Robinson, második baseman, Brooklyn 1947-56
- 53 Don Drysdale, pitcher, Brooklyn 1956-57, Los Angeles 1958-69

Robinson 42-es számát a teljes Major League-ből visszavonták. Ő az egyetlen játékos aki ilyen megtiszteltetésben részesült. Robinson pályafutása alatt végig a Dodgers-nél játszott.

## Érdekességek
- A csapat a tavaszi edzőtáborozást Vero Beach-en (Florida), a Holman Stadionban tartja.
- Legnagyobb riválisuk a San Francisco Giants. A két klub közötti rivalizálásnak több mint százéves múltja van, akkor kezdődött, amikor még mindkét csapat New Yorkban játszott. Miután 1958-ban Kaliforniába költöztek a rivalizálás talán még erősebb lett, hiszen San Francisco és Los Angeles régóta versengenek politikai, gazdasági és kulturális értelemben.

## Külső hivatkozások
- Hivatalos honlap Archiválva 2022. február 3-i dátummal a Wayback Machine-ben
- Los Angeles Dodgers Rajongói Klub
- Dodgerstalk.com – Dodgers Fórum
- Dodger Blues
- Dodger linkek Archiválva 2021. december 8-i dátummal a Wayback Machine-ben
- DodgerDogs – Rajongói weboldal, hírekkel, fórummal